# Henny Meijer
Henny Meijer (n. 17 februarie 1962, Paramaribo, Surinam) este un fost fotbalist neerlandez.
Meijer a debutat la echipa națională a Țărilor de Jos în anul 1987.

## Statistici
| Țările de Jos | Țările de Jos | Țările de Jos |
| An            | Meciuri       | Goluri        |
| ------------- | ------------- | ------------- |
| 1987          | 1             | 0             |
| Total         | 1             | 0             |